# Halil Yeral
Halil Yeral (* 1. Januar 2000 in Akhisar) ist ein türkischer Fußballtorhüter.

## Karriere
Yeral begann mit dem Vereinsfußball in der Jugend von Akhisarspor. Im November 2016 erhielt er einen Profivertrag, spielte aber etwa drei Jahre lang weiterhin für die Nachwuchs- bzw. Reservemannschaft und gab am 25. Mai 2019 in der Erstligabegegnung gegen Konyaspor sein Profidebüt.